# Білоріченська селищна рада
Білоріченська селищна рада — колишній орган місцевого самоврядування в ліквідованому Лутугинському районі Луганської області. Адміністративний центр — селище міського типу Білоріченський.

## Загальні відомості
Білоріченська селищна рада була утворена в 1958 році. Ліквідована у 2020 році.

## Населені пункти
Селищній раді підпорядковані населені пункти:
- смт Білоріченський
- с-ще Збірне
- с-ще Комишуваха
- с-ще Комсомолець
- с-ще Шимшинівка

## Склад ради
Рада складається з 26 депутатів та голови.

### Керівний склад ради
| ПІБ                                | Основні відомості                                                                                         | Дата обрання | Дата звільнення |
| ---------------------------------- | --- | ------------ | --------------- |
| Нечипоренко Максим Борисович       | Селищний голова, 1958 року народження, освіта вища, член Соціал-демократичної партії України (об'єднаної) | 26.03.2006   | 01.11.2007      |
| Ласкорунський Володимир Сергійович | Селищний голова, 1954 року народження, член Партії регіонів                                               | 16.03.2008   | 31.10.2010      |
| Нечипоренко Максим Борисович       | Селищний голова, 1958 року народження, освіта вища, член Партії регіонів                                  | 31.10.2010   |                 |

Примітка: таблиця складена за даними джерела